# Onesia girii
Onesia girii este o specie de muște din genul Onesia, familia Calliphoridae, descrisă de Hiromu Kurahashi și Thapa în anul 1994.
Este endemică în Nepal. Conform Catalogue of Life specia Onesia girii nu are subspecii cunoscute.